# 弗里德姆 (緬因州)
弗里德姆（英語：Freedom）是一個位於美國緬因州瓦多縣的鎮。

## 人口
根據2020年美國人口普查的數據，弗里德姆的面積為57.55平方千米，當中陸地面積為55.74平方千米，而水域面積為1.81平方千米。當地共有人口711人，而人口密度為每平方千米12人。